# 安養寺氏種
安養寺氏種（日语：／；1538年—1606年11月26日）是日本戰國時代江戸時代初期武將。淺井氏家臣。
安養寺氏是近江的土豪、原來為近江守護京極氏的被官。
安養寺氏種擔任主君淺井長政與織田信長妹妹織田市結婚的男方介紹人。元亀元年6月28日（1570年7月30日）姉川之戰時被織田軍捕虜、後被釋放。淺井家滅亡後、於京極高次處仕官。慶長11年（1606年）死去。